# Bockelwitz
Bockelwitz è una frazione della città tedesca di Leisnig, nel Land della Sassonia.

## Storia
Il 1º aprile 1992 venne aggregato al comune di Bockelwitz il comune di Naunhof.
Il 1º gennaio 2012 il comune di Bockelwitz venne soppresso e aggregato alla città di Leisnig.

## Geografia antropica

### Suddivisioni amministrative
La municipalità di Bockelwitz comprende le frazioni di Altenhof, Altleisnig, Beiersdorf, Bockelwitz, Börtewitz, Clennen, Dobernitz, Doberquitz, Doberschwitz, Görnitz, Großpelsen, Hetzdorf, Kalthausen, Kleinpelsen, Korpitzsch, Kroptewitz, Leuterwitz, Marschwitz, Naundorf, Naunhof, Nicollschwitz, Polditz, Polkenberg, Sitten, Wiesenthal, Zeschwitz, Zollschwitz e Zschokau. Essa è governata da un "consiglio locale" di 5 membri (Ortschaftsrat) e da un "presidente locale" (Ortsvorsteher).